# 今夜きめよう
「今夜きめよう」（原題：Tonight's the Night (Gonna Be Alright)）は、ロッド・スチュワートが1976年に発表したシングル。

## 解説
ワーナー・ブラザース・レコード移籍第2弾アルバム『ナイト・オン・ザ・タウン』（1976年）からのシングル。全英チャートでは、6月26日に最高5位に達し、2週連続で5位を記録。アメリカでは、イギリスよりも遅れてシングルとしてリリースされ、同年11月13日付のBillboard Hot 100で1位に達し、最終的には8週連続1位という大ヒットとなった。
日本では、1994年にスバル・レガシィのCMソングに使用され、CDシングルとして再リリースされた。

## カヴァー
- リンダ・クリフォード - 『Linda』（1977年）
- ボビー・ブランド - 『Sad Street』（1995年）
- ジャネット・ジャクソン - 『ザ・ヴェルヴェット・ロープ』（1997年）